# Dipartimento di Kankossa
Il dipartimento di Kankossa è un dipartimento (moughataa) della regione di Assaba in Mauritania con capoluogo Kankossa.
Il dipartimento comprende cinque comuni:
- Kankossa
- Sani
- Blajmil
- Tenaha
- Hamed